# Pioneer Zephyr

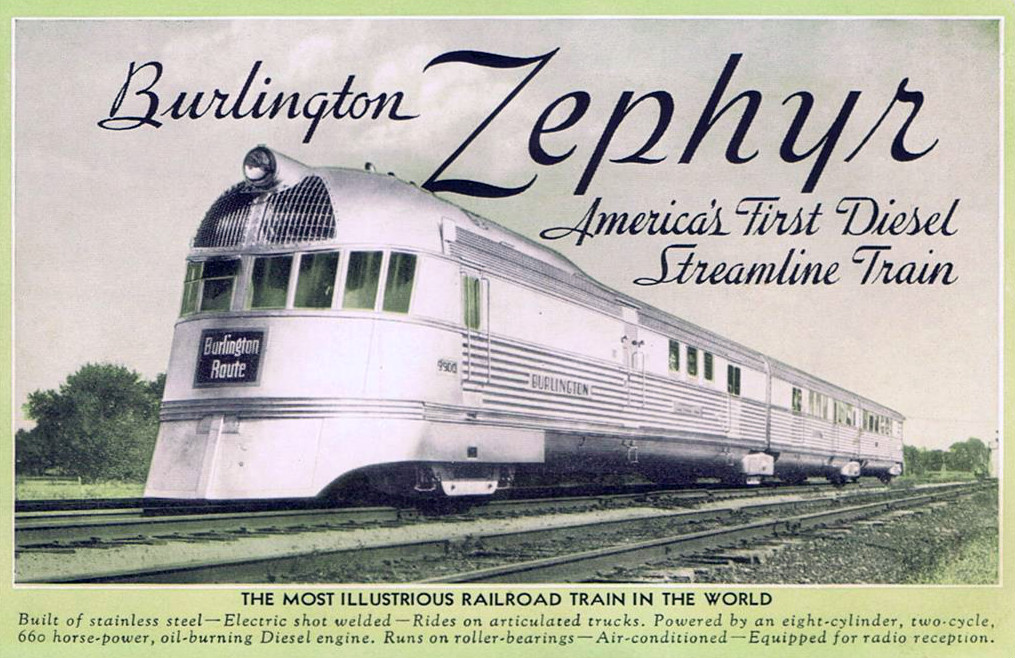
Cartão-postal retratando o Burlington Zephyr.

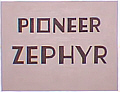
Logotipo que originalmente adornava a frente do vagão panorâmico no Pioneer Zephyr.

O Pioneer Zephyr é um conjunto de trens movido a diesel, construído pela Budd Company em 1934 para a Chicago, Burlington & Quincy Railroad (CB&Q), comumente conhecida como a rota de Burlington. O conjunto foi o segundo streamliner movido a combustão interna construído para o serviço principal nos Estados Unidos, o primeiro trem deste tipo com um motor a diesel e o primeiro a entrar no serviço de receita/arrecadação. O conjunto de trens consiste em uma locomotiva, um vagão de bagagem/buffet/passageiros e um vagão de passageiros/panorâmico. Os carros são feitos de aço inoxidável, articulados permanentemente com truques Jacobs. A construção incorporou avanços recentes, como o shotwelding (um tipo especializado de solda ponto), para unir o aço inoxidável, e construção e articulação monobloco para reduzir o peso. Foi o primeiro de nove trens construídos de maneira semelhante para Burlington, e suas tecnologias foram fundamentais na subsequente dieselização do serviço ferroviário de passageiros. Sua economia operacional, velocidade e apelo público demonstraram o potencial dos trens de propulsão diesel-elétrica para revitalizar e restaurar a lucratividade do serviço ferroviário de passageiros, que sofrera uma perda catastrófica de negócios com a Grande Depressão. Originalmente chamado de Burlington Zephyr durante o período de demonstração, tornou-se o Pioneer Zephyr quando a Burlington expandiu sua frota de conjuntos Zephyr.
Em 26 de maio de 1934, estabeleceu um recorde de velocidade para viagens entre Denver, Colorado e Chicago, Illinois, quando fez um percurso de 1.015,4 milhas (1.633 km) sem parar em 13 horas e 5 minutos a uma velocidade média de quase 78 mph (124 km/h). Para uma seção da corrida, atingiu uma velocidade de 112,5 mph (181 km/h). O trecho histórico inspirou um filme de 1934 e o apelido do trem, "The Silver Streak".
O trem entrou em serviço regular de receita em 11 de novembro de 1934, entre Kansas City, Missouri, Omaha, Nebraska e Lincoln, Nebraska. Operou esta e outras rotas até sua aposentadoria em 1960, quando foi doado ao Museu de Ciência e Indústria em Chicago, onde permanece em exibição pública. O trem é geralmente considerado como o primeiro streamliner de sucesso nas ferrovias americanas.

## Conceito e construção
No início dos anos 30, a Grande Depressão causou uma perda catastrófica de negócios para as ferrovias americanas. O serviço de passageiros perdia o número de usuários para o transporte automotivo desde meados da década de 1920, tornando um serviço mais rápido e eficiente imperativo para que as ferrovias fossem capazes de competir. As ferrovias precisavam reduzir os custos operacionais do serviço de passageiros e aumentar o número de usuários com uma imagem mais moderna para o público viajante, para restaurar a rentabilidade do serviço de passageiros.

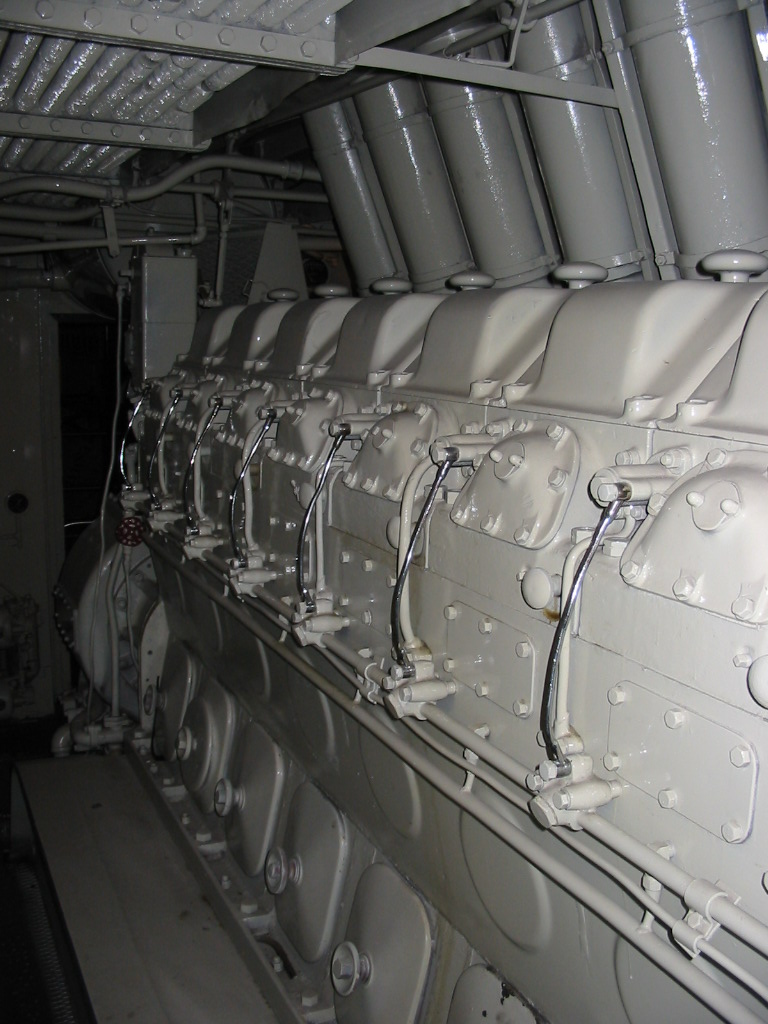
O motor no Pioneer Zephyr

Um dos presidentes das ferrovias que enfrentaram esse desafio foi Ralph Budd, anteriormente associado à Great Northern Railway e agora presidente da Chicago, Burlington e Quincy Railroad (Burlington), que procurou desenvolver um trem de alta velocidade mais eficiente para substituir os trens convencionais, pesados e movidos a vapor. O projeto se baseou em dois elementos principais, o desenvolvimento de vagões mais leves e o desenvolvimento de um sistema de propulsão por combustão interna adequado para serviços de alta velocidade.
Em 1932, Ralph Budd conheceu Edward G. Budd (sem parentesco), um pioneiro em aço automotivo que foi fundador e presidente da Budd Company. Edward Budd estava demonstrando seus novos vagões Budd-Michelin com pneus de borracha, construídos em aço inoxidável. Os vagões com rodas pneumáticas nunca encontraram popularidade em serviço nos EUA (pois eles tendiam a descarrilhar), mas demonstraram a construção bem-sucedida de vagões ferroviários monobloco em aço inoxidável leve. Alguns conjuntos de vagões de reboque articulados com truques Jacobs compartilhados entre carros incorporavam os elementos básicos da construção de vagões que seriam usados para construir um streamliner leve.
O aço inoxidável proporcionava muitos benefícios sobre a madeira tradicional e o aço temperado para a carroceria de vagões ferroviários; era um material mais leve e mais forte, e sua aparência prateada natural e resistência à corrosão significavam que não precisaria ser pintado para protegê-lo das intempéries. Como a carroceria nestes vagões era muito mais leve que aquela encontrada em vagões similares, ele seria capaz de transportar uma maior carga de receita pelo mesmo custo.
Ao desenvolver os vagões Budd-Michelin, a Budd Company utilizou a tecnologia de aço formado na qual eles foram pioneiros na indústria e resolveu o problema mais difícil no uso de aço inoxidável para a construção de vagões: desenvolver uma técnica de soldagem que não comprometeria a força e resistência à corrosão do aço inoxidável. Em 20 de agosto de 1932, Earl J. Ragsdale, engenheiro da Budd Company, apresentou um pedido de patente para um "Método e produto de soldagem elétrica"; em 16 de janeiro de 1934, o Instituto de Marcas e Patentes dos Estados Unidos (USPTO) concedeu a patente americana 1,944,106 à Budd Company. Shotwelding, como Ragsdale denominou seu método, envolvia um controle automatizado da temporização de soldas ponto individuais. Na solda-ponto, os dois pedaços de metal a serem unidos são pressionados juntos com um eletrodo em cada lado da junta. Uma corrente elétrica muito alta é passada através da junta e funde os dois pedaços de metal. Se uma solda-ponto for aquecida por muito tempo, o calor se espalhará a uma temperatura intermediária que enfraquece o aço inoxidável e compromete inaceitavelmente sua resistência característica à corrosão; as soldas precisamente temporizadas de Ragsdale resolveram o problema. Com seu processo de soldagem patenteado como essência da construção de vagões de aço inoxidável, os carros produzidos pela Budd eram um produto verdadeiramente único.
O design articulado de alguns vagões Budd-Michelin, com truques/bogias compartilhados entre carros adjacentes, apresentou outra oportunidade para redução de peso com o novo trem. Nos vagões de passageiro convencionais, cada carroceria andava em um par de truques (conjunto de eixo de roda montado em pivô), com um truque em cada extremidade. A articulação não apenas reduziu o número de truques sob o trem, mas também dispensou a necessidade de engates entre cada uma das carrocerias, reduzindo ainda mais o peso do trem. O conceito foi usado pelo engenheiro Walter B. Dean, da Budd, para construir um trem composto por três vagões semi-permanentes. Esta disposição, no entanto, significava que os comprimentos dos trens não podiam ser facilmente alterados com a troca de vagões.
O outro grande problema que Ralph Budd enfrentou foi encontrar um motor adequado para conduzir um conjunto de trens a uma velocidade competitiva com os trens a vapor mais rápidos. As unidades propulsoras a gasolina existentes para vagões ferroviários motorizados eram inadequadas, e os motores a gasolina mostravam um potencial limitado para aplicações de transporte pesado de maior capacidade. Os motores marítimos estacionários de quatro tempos a diesel contemporâneos tinham baixas relações potência/peso e eram eficientes apenas sob uma estreita faixa de condições operacionais, tornando-os inadequados para o transporte ferroviário. Os motores a destilado de petróleo com ignição por faísca também sofriam de baixos índices de potência/peso, além de serem requererem constante manutenção e produzirem muita fumaça. A solução para o problema de Budd se apresentou nos novos motores a diesel de dois tempos desenvolvidos pela Winton Engine Corporation, da General Motors, que representou uma melhoria de quatro vezes na relação potência/peso em relação à geração anterior de motores a diesel. Sua faixa de operação eficiente também foi alargada, devido em grande parte às melhorias na injeção eletrônica desenvolvidas pela GM e Winton. Um sistema diesel-elétrico baseado num protótipo do novo design foi usado para alimentar a exposição de montagem automotiva da General Motors na 1933 Exposição Universal de 1933. Budd viu o sistema compacto e eficiente em ação, viu uma peça importante de seu quebra-cabeça de um trem de peso leve se encaixar e, depois, abordou a GM sobre a adaptação de seu motor para propulsão ferroviária. A GM aceitou o desafio de desenvolver seu motor em uma série de produção, introduzida como Winton 201A no início de 1934. O resultado foi um sistema propulsor diesel-elétrico desenvolvido pela subsidiária da GM, Electro-Motive Corporation, alimentado por um motor a diesel Winton 201A de 8 cilidros, desenvolvendo 600 cavalos de potência, instalado em um novo streamliner de três vagões em aço inoxidável dentro de um ano. Em 1933, uma exibição na Exposição Universal inspirou o streamliner Zephyr; no ano seguinte, o novo streamliner Zephyr inspirou a Exposição Universal e o resto do país.

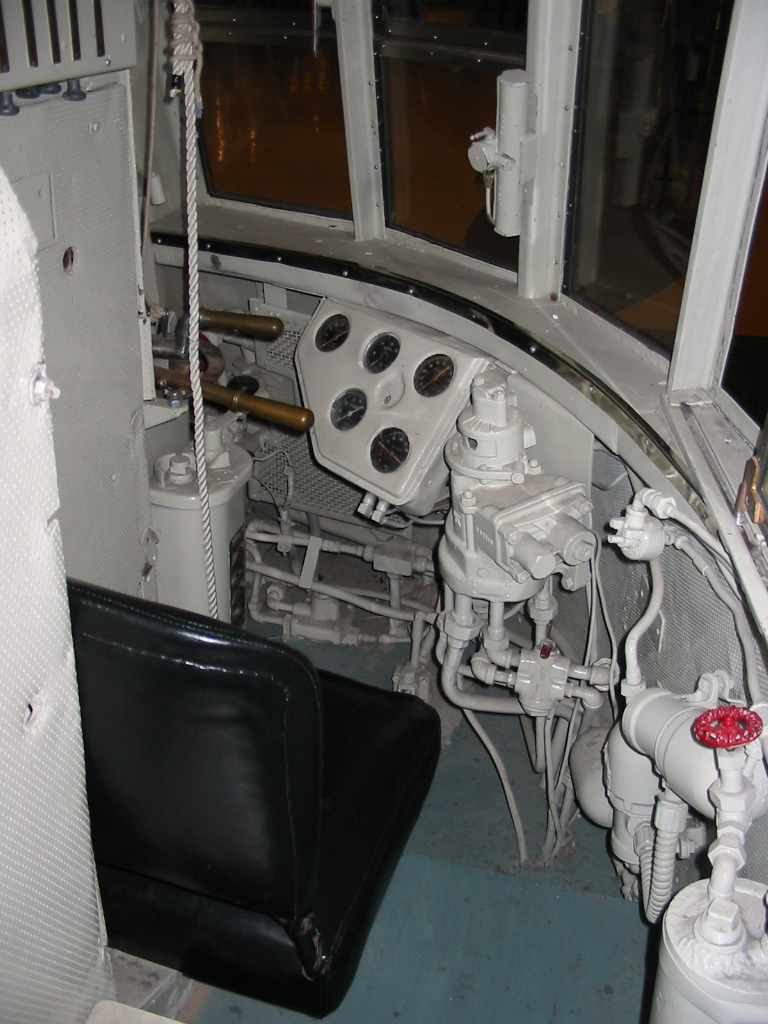
Cabine do Pioneer Zephyr com controles

O design exterior do trem foi deixado para o engenheiro aeronáutico Albert Gardner Dean (irmão mais novo de Walter Dean), que desenhou a forma inclinada do nariz, com os arquitetos Paul Philippe Cret e John Harbeson, criando uma maneira de fortalecer e embelezar os lados com as caneluras horizontais do trem. Em 15 de abril de 1936, o coronel Ragsdale, Walter Dean e Albert Dean entraram com pedidos de patente para uma "construção de frente de vagão". Em 23 de setembro de 194, o USPTO concedeu as patentes norte-americanas 2,256,493 e 2,256,494 para a Budd Company. O streamlining estendeu-se também aos truques/bogies, para reduzir o arrasto.
Nomear o trem foi uma tarefa que foi levada muito a sério por Budd. Ele queria um nome que começasse com a letra Z, porque esse trem pretendia ser a "última palavra" no serviço de passageiros; Budd e seus colegas procuraram as últimas palavras em seus dicionários, mas nem Zymurgy nem Zyzzle transmitiam os significados que Budd estava procurando. O nome do novo trem veio d'Os Contos de Cantuária, que Budd andara lendo. A história começa com os peregrinos que partem em uma jornada, inspirados pela primavera e por Zephyrus, o vento oeste gentil e acolhedor. Budd achou que seria um excelente nome para uma nova e elegante máquina de viajar - Zephyr.
O primeiro Zephyr (9900) foi concluído pela Budd Company em 9 de abril de 1934, propelido por um motor Winton 8-201-A de oito cilindros, desenvolvendo 600 cavalos de potência (447 kW) a 750 rpm. O sistema de propulsão diesel-elétrico usando geradores, controle e equipamentos de tração da General Electric tornou-se a base tecnológica para locomotivas a diesel posteriores que substituiriam as locomotivas a vapor.

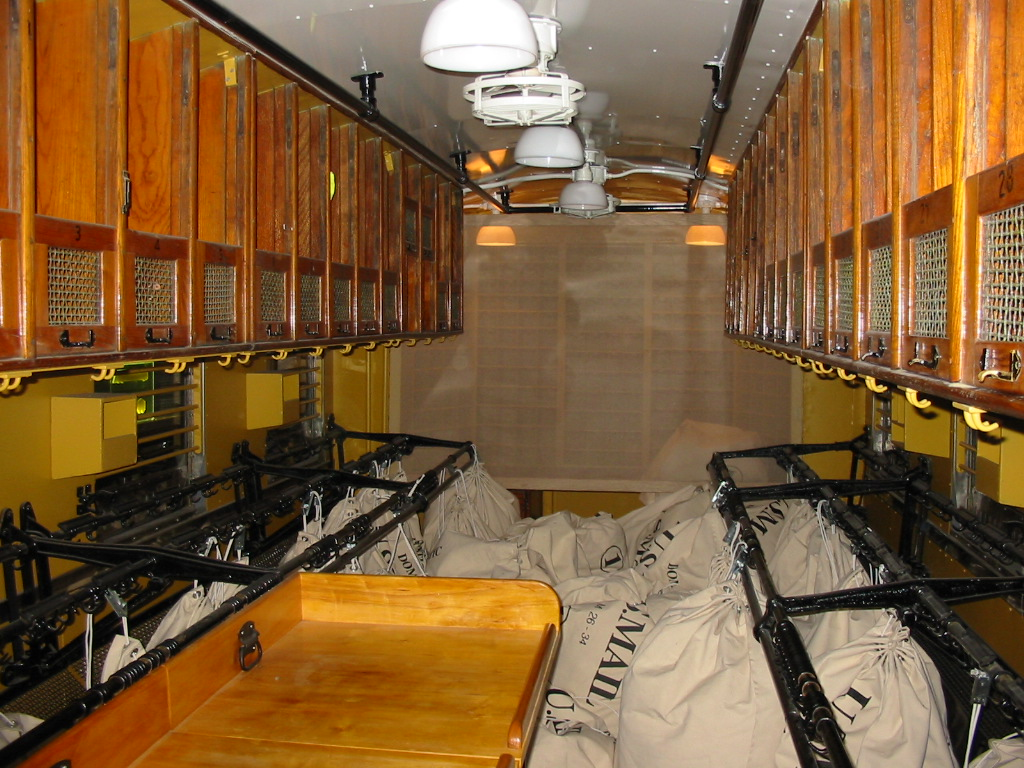
A seção de ambulância postal do Pioneer Zephyr

O engenheiro do trem sentava em um pequeno compartimento no nariz do trem, diretamente à frente do propulsor principal. Atrás do motor no primeiro carro seção de ambulância postal de 9,1 metros de comprimento. O segundo vagão consistia em uma seção de bagagens pequena, um pequeno buffet e uma seção de passageiros com 20 assentos. O terceiro e último vagão do trem, como originalmente construído, foi configurado como meio vagão de passageiros (40 assentos) e meio vagão panorâmico (12 assentos para passageiros). Conforme construído, o trem tinha 72 assentos e poderia transportar 50.000 libras (22,7 toneladas) de bagagem e frete expresso. Após uma série de demonstrações, o trem foi batizado de Burlington Zephyr em 18 de abril de 1934, na Broad Street Station da Pennsylvania Railroad na Filadélfia, Pensilvânia. Esse nome permaneceu até que o trem se tornasse o Pioneer Zephyr, quando a Burlington colocou outros trens Zephyr em serviço como trens nomeados.
Depois do Zephyr, Budd construiu um conjunto de trens idêntico, o Flying Yankee, para as ferrovias de Boston e Maine, e depois disso, construiu mais uma série de trens Zephyr maiores e mais poderosos para a Burlington.

## Promoção: Corrida "de sol a sol"

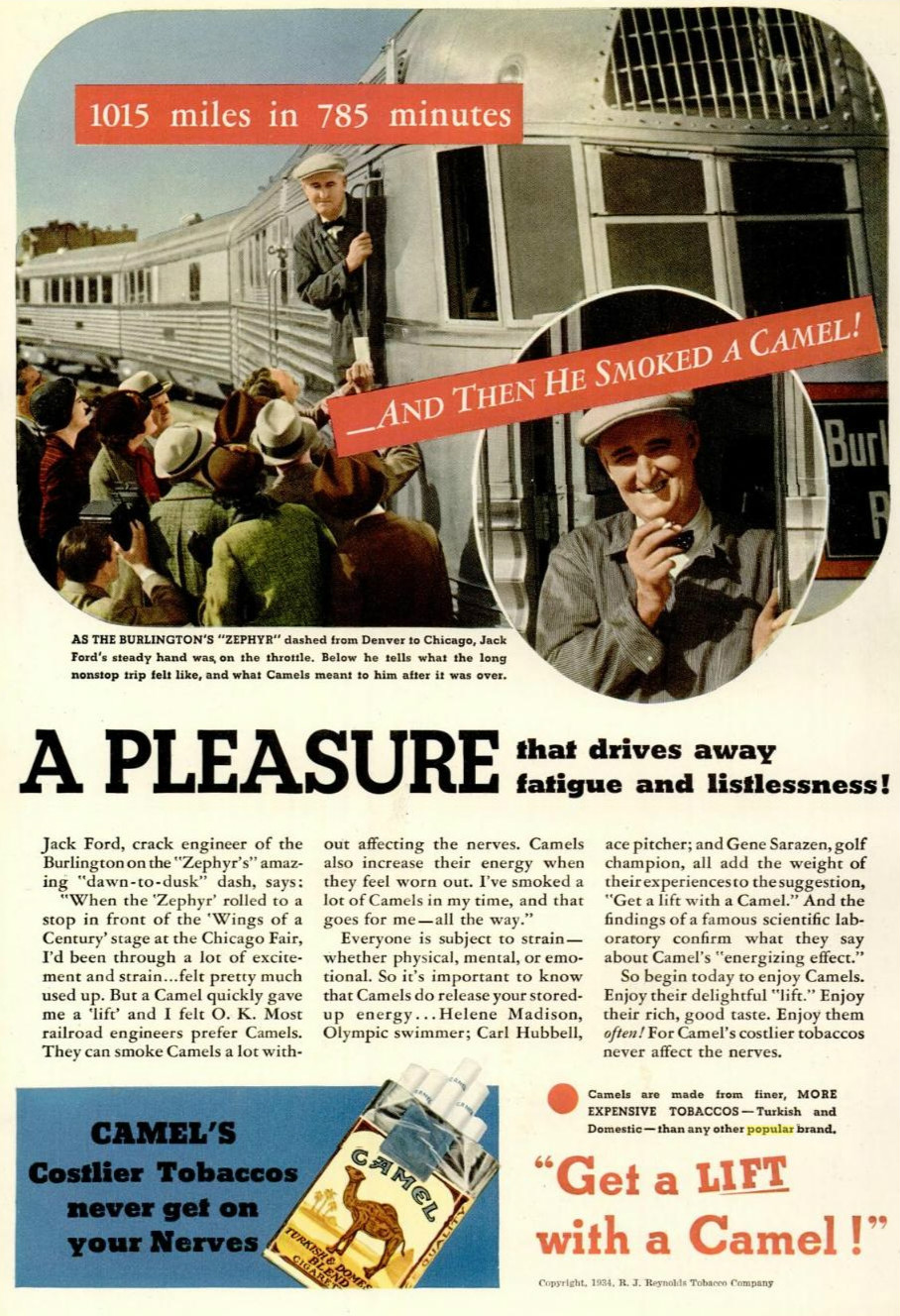
Anúncio de cigarro mostrando o trem e descrevendo a corrida em 1934

O trem fez uma corrida "sol a sol" de Denver para Chicago em 26 de maio de 1934, em um truque publicitário programado para coincidir com o dia de abertura da Exposição Universal de 1933 em Chicago. A ferroviária não poupou despesas no planejamento das operações. Todos os outros trens ao longo da rota do Zephyr foram redirecionados para desvios e os AMVs foram modificados para o alinhamento adequado para a passagem do Zephyr. Trabalhadores de ferrovia da manutenção de vias verificaram cada prego e parafuso ao longo da rota do trem para garantir que não haveria nenhum problema, e sinais de velocidade temporários foram fixados ao longo da rota para avisar a tripulação do Zephyr sobre curvas que podiam ser perigosas se feitas em alta velocidade. No dia da corrida, todas as passagens de nível eram tripuladas por um oficial para interromper o tráfego de automóveis à frente do trem e garantir que a passagem estava livre. As estações ao longo da rota foram protegidas por policiais locais e membros da Legião Americana e dos Escoteiros da América.
O trem partiu de Denver às 07:04, no horário de verão central, e às 20:09, 13   horas e 5 minutos depois, rompeu a fita na linha de chegada na estação Halsted Street, 2.9 quilômetros a oeste da Chicago Union Station. A velocidade média do trem do início ao fim foi de 77 mph (124 km/h); e atingiu uma velocidade de 112,5 mph (181 km/h). A viagem ininterrupta de 1,015 milhas (1,633 km) excedeu as expectativas da ferroviária, tendo sido 1 hora e 55 minutos mais rápido do que o planejado. Os trens de passageiros contemporâneos da Burlington percorriam a mesma distância em cerca de 25 horas.

Os passageiros, incluindo "Zeph" o burro, que viajaram no Zephyr na " corrida de sol a sol" se reúnem para uma foto de grupo em frente ao trem depois da chegada a Chicago em 26 de maio de 1934.

Viajaram no trem Ralph Budd, Edward G. Budd, Harold L. Hamilton, presidente da Electro-Motive Corporation, vários repórteres, alguns funcionários da Burlington, membros do público e Zeph, um burro que foi contribuído por um Colorado jornal, o Rocky Mountain News, como mascote do trem. O jornal havia descrito Zeph para a ferrovia como um "canário das Montanhas Rochosas", então a equipe do trem havia planejado originalmente apenas espaço suficiente para uma gaiola; quando descobriram que não era um pássaro, a ferrovia rapidamente construiu um curral na seção de bagagens e comprou um pouco de feno. Quando perguntado sobre o burro, Ralph Budd respondeu "por que não? Mais um burro nesta viagem não fará diferença."
O trem continuou a leste da Halsted Station até a Exposição Universal de 1934, nas margens do Lago Michigan, onde chegou para o concurso "Asas de um Século" no dia da inauguração. Após sua exibição no palco de Asas de um Século, o trem foi levado em uma excursão publicitária de 31 estados e 222 cidades. Mais de dois milhões de pessoas viram o trem antes que ele entrasse no serviço de receita.
Parte da turnê incluiu um teste entre Chicago e Minneapolis-St. Paul cinco horas mais rápido que o trem a vapor mais rápido da Burlington. Devido ao sucesso do Zephyr neste teste, a Burlington imediatamente encomendou mais dois trens Zephyr que foram apelidados de "Zephyrs gêmeos," iniciando a expansão da marca Zephyr.